# Pueblo Nuevo (Apodaca)
Pueblo Nuevo es una de las 692 colonias que integran el municipio de Apodaca, en el área metropolitana de Monterrey (México), siendo la más poblada de Latinoamérica.[cita requerida] Pueblo Nuevo se fundó en 1975, pero durante 15 años su crecimiento fue muy lento. Fue a partir de 1990 cuando esta colonia se convirtió en la más poblada de Latinoamérica, pues según el censo de 1990 tenía 52 372 habitantes. En el censo de población de 2000, la colonia había alcanzado los 72 527 habitantes y en el último censo de población y vivienda registro una población de más de 104,000 habitantes ta solo es una cuarta parte de la población total del municipio de Apodaca. También cuenta con su propia clínica del IMSS, un parque acuático que lleva de nombre Parque Acuático Bicentenario y un gran número de plazas y parques; además de una muy extensa variedad de negocios y locales así como farmacias, tiendas de autoservicio. Esta colonia ha tenido un gran desarrollo gracias a la gran cantidad de empleos cercanos a ella, pues está rodeada de parques industriales. y la colonia con mas locales de pollos asados
- Datos: Q6090933